# NGC 6034
NGC 6034 (другие обозначения — MCG 3-41-62, ZWG 108.84, DRCG 34-7, PGC 56877) — эллиптическая галактика (E) в созвездии Геркулес.
Этот объект входит в число перечисленных в оригинальной редакции «Нового общего каталога».